# تپه حمام قدیمی شمس‌آباد
تپه حمام قدیمی شمس‌آباد مربوط به دوران‌های تاریخی پس از اسلام است و در شهرستان بویین زهرا، بخش مرکزی، روستای شمس‌آباد واقع شده و این اثر در تاریخ ۲۲ مرداد ۱۳۸۴ با شمارهٔ ثبت ۱۳۲۴۷ به‌عنوان یکی از آثار ملی ایران به ثبت رسیده است.